# Robert (patronyme)
Pour les articles homonymes, voir Robert.
Robert est un nom de famille  notamment porté par :

- Adrien Robert (1822-1869), écrivain français ;
- Alain Robert  ;
- Alexandre Robert (1817-1890), peintre belge ;
- Alphonse Robert (1801-1862), médecin et chirurgien français ;
- Alphonse Robert (1807-1885), peintre français ;
- André Robert  ;
- André D. Robert, un pédagogue et universitaire ;
- André René Marie Robert (1893-1982), vice-amiral français ;
- Anne-Jean Robert (1758-1820), ingénieur et aérostier français ;
- Aurèle Robert (1805-1871), peintre et graveur suisse, frère de Louis Léopold et père de Léo-Paul également peintres ;
- Aurélien Robert (1977-), philosophe français ;
- Benjamin Robert  ;
- Bernadette Robert (1967-), actrice française ;
- Bertrand Robert (?-1432), évêque de Maguelone de 1431 à 1432 ;
- Bertrand Robert (1983-), footballeur français originaire de la Réunion ;
- Charles Robert (chanoine) architecte français ;
- Charles Robert (1877-?), athlète et joueur de rugby à XV français ;
- Charles-Jules Robert (1843-1898), dessinateur et graveur français ;
- Christian Robert (1961-), statisticien ;
- Christophe Robert  ;
- Cyprien Robert (1807–1865?), linguiste français ;
- Daniel Robert  ;
- Denis Robert (1958-), journaliste français d'investigation ;
- Denise Robert (1954-), productrice québécoise de cinéma ;
- Diane Robert (1977-), actrice française ;
- Didier Robert (1964-), homme politique français ;
- Dominique Robert  ;
- Dylan Robert (2000-), acteur français ;
- Édouard Robert (?-1897), industriel, inventeur du biberon Robert ;
- Emerich Robert (1847-1899), acteur, chanteur et metteur en scène autrichien ;
- Étienne-Gaspard Robert (1764-1837), physicien, aéronaute et « fantasmagore » ;
- Fabien Robert (1989-), footballeur français ;
- Fanny Robert (1795-1872), une artiste-peintre française ;
- Faustine Robert (1994-), footballeuse française ;
- Fernand Robert (1908-1992) historien et helléniste français ;
- Fleury Robert (1773-1859), homme politique français ;
- François Robert  ;
- Frank Robert (1918-2007), acteur norvégien ;
- Frères Robert, deux frères : Anne-Jean Robert (1758–1820) et Nicolas-Louis Robert (1760–1820), ingénieurs et aérostiers français ;
- Gabriel Robert (1920-2003), entraîneur français de football ;
- Gaëtan Robert (1997-), joueur français de rugby à XV ;
- Georges Robert  ;
- Georges-Louis-Marie Robert (sl) (1888-1957), général français ;
- Géraldine Robert (1980-), joueuse française de basket-ball ;
- Gilles Robert (1955-), homme politique canadien au Québec ;
- Gisèle Robert (1932-), actrice française ;
- Hélène Robert  ;
- Jacques Robert  ;
- Jacques Robert de Conantre (1754-1809), préfet napoléonien ;
- Jacques Robert-Rewez (1914-1998), résistant français compagnon de la Libération ;
- Jacques-Michel Robert (1928- ), généticien français ;
- Hubert Robert (1733-1808), peintre français ;
- Jean Robert  ;
- Jean Gilles André Robert (1755-1797), général de brigade français ;
- Léopold Robert (1878-1956), écrivain (Jean Yole de son nom de plume) et homme politique français ;
- Jean-Baptiste Robert (1733-1798), général de division français ;
- Jean-Denis Robert (1948-), cinéaste français ;
- Jean-François Robert (1778-1870), peintre français ;
- Jean-François Robert (1973-), photographe d’art, écrivain et musicien français ;
- Jean-Jacques Robert (1920-), commissaire-résident français aux Nouvelles-Hébrides ;
- Jean-Louis Robert (1945-), historien français ;
- Jean-Louis Robert (1948-1979),  pianiste, compositeur et pédagogue belge ;
- Jean-Nicolas Robert (1788-1858), industriel, banquier et homme politique belge ;
- Jean-Pierre Robert  ;
- Jeanne Robert (1910-2002), historienne et épigraphiste française épouse de Louis Robert ;
- Jeanne Robert (1914-2017), membre de la Résistance française ;
- Jocelyne Robert (1948-), écrivaine et sexologue québécoise ;
- Joël Robert (1943-2021), pilote belge de motocross ;
- Joseph Louis Armand Robert (1767-1796), général de division français ;
- Julie Palmyre Robert (1802-1875), artiste peintre française ;
- Julien Robert (1974-), biathlète français ;
- Laurent Robert (1975-), footballeur français ;
- Léo-Paul Robert (1851-1923), peintre suisse, fils d'Aurèle Robert, peintre ;
- Léon Robert (1813-1887), député ;
- Léon-Paul-Joseph Robert, (1849-1883 ou 1888 ?), peintre français ;
- Lionel Robert (né en 1962), pilote automobile français ;
- Louis Robert  ;
- Louis Nicolas Robert (1761-1828), inventeur français ;
- Louis Léopold Robert (1794-1835), graveur et peintre neuchâtelois, frère de Aurèle Robert, peintre ;
- Louis Eugène Robert (1806-1882), géologue, écrivain et maire de Meudon en 1870 et 1871 ;
- Louis Robert-Dehault (1821-1881), homme politique français ;
- Loulou Robert (1992-), mannequin français ;
- Ludovic Robert (1853-1900), homme politique français ;
- Luis Robert (1997-), joueur cubain de baseball ;
- Marc Robert (1875-1962), sculpteur français ;
- Marc Robert (1973-), acteur français ;
- Marcel Robert (1929-2005), dirigeant canadien de hockey sur glace ;
- Marcel Robert (1933-), connu comme Babs Robert, musicien de jazz belge ;
- Marie-François-Xavier-Joseph-Hubert Robert (1781-1849), homme politique français ;
- Marie-Noël Robert (1761-1828), ingénieur et aérostier français ;
- Marthe Robert (1914-1996), critique littéraire et psychanalyste française ;
- Marthe Robert (1888-1973), nageuse suisse ;
- Maurice Robert  ;
- Max Robert  ;
- Mélina Robert-Michon (1979-), athlète française ;
- Michel Robert  ;
- Mireille Robert (1962-), personnalité politique française ;
- Nicolas Brigaud-Robert, producteur français et exportateur international de films ;
- Nicolas Robert (1614-1685), miniaturiste et graveur français ;
- Nicolas-Louis Robert (1761-1828), ingénieur et aérostier français ;
- Nicole Robert  ;
- Pascal Robert, footballeur professionnel ;
- Paul Robert  ;
- Paul-Alexandre Robert de Massy (1810-1890), personnalité politique française de la IIIe République ;
- Léon-Paul-Joseph Robert (1849-1888), peintre français ;
- Léo-Paul Robert (1851-1923), peintre suisse ;
- Paul-André Robert (1901-1977), illustrateur naturaliste suisse ;
- Pierre Robert  ;
- Pierre-Charles Robert (1812-1887), militaire et archéologue français ;
- René Robert  ;
- René Robert des Marchais (1673-1753), seigneur des Marchais, doyen et maire d'Angers ;
- Roland Robert (en) (1937-2014), homme politique français ;
- Simon Robert (1762-1827), général de brigade français ;
- Sophie Robert (1967-), scénariste, réalisatrice et productrice française de films ;
- Stéphane Robert (1980-), joueur de tennis français ;
- Théophile Robert (1798-1849), homme politique français ;
- Thierry Robert  ;
- Tony Robert (1891-1963), ingénieur, industriel et résistant français ;
- Véronique Robert (1962-2017), journaliste suisse ;
- Victor Robert (1970-), journaliste et animateur de télévision français ;
- Virgile Robert (1848-1927), général français ;
- Yves Robert .